# 106537 McCarthy
106537 McCarthy è un asteroide della fascia principale. Scoperto nel 2000, presenta un'orbita caratterizzata da un semiasse maggiore pari a 2,3104327 UA e da un'eccentricità di 0,1448762, inclinata di 7,76501° rispetto all'eclittica.
L'asteroide è dedicato al divulgatore scientifico statunitense Robynn McCarthy.